# Splinter (álbum de Offspring)
Splinter es el séptimo álbum de estudio de la banda de punk rock estadounidense The Offspring, lanzado el 9 de diciembre de 2003 por Columbia Records. Fue el primer álbum lanzado sin el baterista Ron Welty.
Aunque no tan exitoso como los discos previos de the Offspring, Splinter recibió certificación dorada dos meses tras su lanzamiento. El álbum recibió críticas promedio, pero aùn así vendío razonablemente bien, debutando en el número 30 del Billboard 200 de Estados Unidos con alrededor de 87,000 copias vendidas en la primera semana. Y 5 millones en total “Hit That” y “(Can’t Get My) Head Around You” fueron los únicos sencillos que acompañarían el álbum; “Spare Me the Details” fue también lanzado como sencillo, pero solamente salió en las listas de Nueva Zelanda.

## Lista de canciones
1. "Neocon"                                           (1:06)
2. "The Noose"                                      (3:18)
3. "Long Way Home"                             (2:23)
4. "Hit That"                                           (2:49)
5. "Race Against Myself"                       (3:32)
6. "(Can't Get My) Head Around You"   (2:15)
7. "The Worst Hangover Ever"              (2:58)
8. "Never Gonna Find Me"                    (2:39)
9. "Lightning Rod"                                 (3:20)
10. "Spare Me the Details"                      (3:24)
11. "Da Hui"                                             (1:42)
12. "When You're in Prison"                    (2:33)

Duración total: 31: 59
El CD Extra incluye las siguientes canciones: "The Kids Aren't Alright (Island Mix)" y la versión instrumental de "When You're in Prison".

## Créditos
- Dexter Holland - cantante, guitarra, sintetizador
- Noodles - guitarra, sintetizador
- Greg K - bajo
- Josh Freese - batería
- Jim Lindberg - coros
- Jack Grisham - coros

- Datos: Q767976